# Upulie Divisekera
Upulie Pabasarie Divisekera é uma biologista molecular australiana e divulgadora científica. Ela é estudante de doutorado na Universidade Monash e co-fundadora do Real Scientists, um programa de divulgação que usa apresentações e escrita para comunicar ciência. Ela escreveu para o The Sydney Morning Herald, Crikey e o The Guardian.

## Infância e educação
Divisekera queria ser uma cientista dês de que ela era uma criança.